# 国家安全保障庁 (サウジアラビア)
国家安全保障庁（こっかあんぜんほうしょうちょう、アラビア語: رئاسة أمن الدولة、英語: Presidency of State Security）は、2017年7月に設立されたサウジアラビアの情報機関。
国王の直属に置かれた組織であり、内務省から対テロ関連の調査部門や実働部隊を引き抜いて設立された。対テロ部隊である緊急特別部隊も傘下に入れている。
これの設立は、内務省の権限を縮小し、国王サルマーン・ビン・アブドゥルアズィーズ派の勢力拡大につなげているとの観測がある。

## 参照
1. 1 2 3  “Saudi Arabia forms new apparatus of state security”. arabnews (2017年7月21日). 2020年11月12日閲覧。
2. 1 2 3  近藤重人. “『Global Risk Research Report』No.5 サウジアラビアの現体制の安定性に関する考察”.   公益財団法人　日本国際問題研究所. 2020年11月12日閲覧。
3. 1 2 3  星野尚広 (2017年11月17日). “サウジアラビア改革の行方̶その現状と方向性̶”.   三井物産戦略研究所. 2020年11月12日閲覧。